# Coenonympha mangeri
Coenonympha mangeri är en fjärilsart som beskrevs av Bang-haas 1927. Coenonympha mangeri ingår i släktet Coenonympha och familjen praktfjärilar. Inga underarter finns listade i Catalogue of Life.